# Windhoek-Hochland Park
Hochland Park (auch Hochlandpark) ist ein Stadtteil der namibischen Hauptstadt Windhoek.
Hochland Park grenzt an die Stadtteile Windhoek-Central und Windhoek-West im Westen, Dorado Park im Norden, Tauben Glen und Acacia im Osten und Pionierspark im Süden. Aufgrund seiner relativ zentralen Lage ist dieser Stadtteil ein begehrtes Wohngebiet für Windhoeks obere Mittelklasse.
Obwohl ursprünglich als ein Gebiet ausschließlich für Weiße konzipiert ist er heute einer der am besten durchmischten Stadtteile.
Hochland Park ist nach dem Khomas-Hochland benannt.

## Geschichte und politische Bedeutung

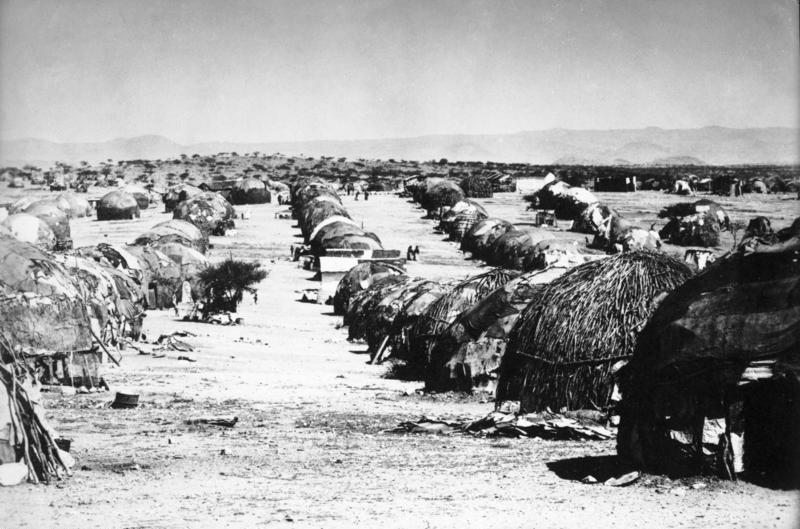
Ehemalige Alte Werft um 1906.

Hochland Park wurde Ende der 1960er Jahre auf dem Gebiet der ehemaligen „Old Location“, einem der damaligen Windhoeker Ghettos, errichtet, nachdem die schwarzen Bewohner dieses Stadtteils, zum Teil mit Gewalt, in den Stadtteil Katutura umgesiedelt wurden. Der Höhepunkt der Übergriffe fand am 10. Dezember 1959 statt, als die Polizei elf Menschen erschoss und weitere 44 verletzte. Dieser Tag ging als „Aufstand in der Alten Werft“ (engl. Old location uprising) in die Geschichte Namibias ein. Er ist zugleich der Hauptgrund dafür, dass der 10. Dezember, der Tag der Menschenrechte, in Namibia Nationalfeiertag ist.
1968 wurde die Old Location offiziell geschlossen und Weiße siedelten sich an. Für Schwarze, die am Widerstandskampf gegen die Apartheid teilgenommen haben und nach der Unabhängigkeit Namibias 1990 zu politischen Einfluss und Wohlstand gelangt sind, ist es zum Teil eine politische Aussage, den Wohnsitz in diesen Stadtteil zu verlegen, aus dem ihre Vorfahren von den Weißen vertrieben wurden. Viele Minister und Staatssekretäre und der Generalinspektor der Polizei wohnen heute in Hochland Park.

## Straßennamen
Die Straßennamen in Hochland Park sind wie in den meisten Stadtteilen Windhoeks thematisch eng begrenzt; so wie in den ebenfalls neueren angrenzenden Stadtteilen Acacia und Tauben Glen sind sämtliche Straßen nach Vögeln benannt. Allerdings variiert die Namensgebung nach den bei der Entstehung des Wohngebietes von der durch Apartheid bevorzugten weißen Bevölkerung hauptsächlich gesprochenen Sprachen Afrikaans (z. B. Hamerkopweg, Kestrell Straat), Englisch (Goshawk Street, Kingfisher Road) und Deutsch (Raben Road, Falkenweg).